# Alina Plugaru
Alina Plugaru (née le 18 décembre 1987) est une entrepreneuse et ancienne actrice de films pornographiques roumaine, surnommée « La Reine du Porno ». Elle a commencé à apparaitre dans des vidéos érotiques en 2006, après avoir travaillé comme stripteaseuse et comme modèle.

## Carrière

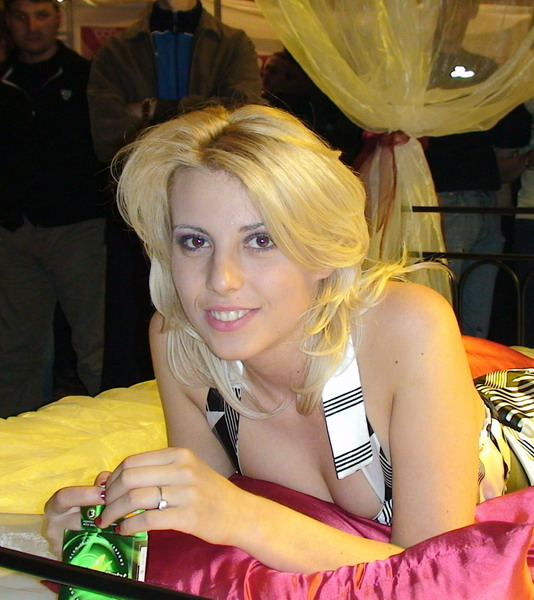
Alina Plugaru au Eros Show de Bucarest en 2008.

Elle a remporté le prix de la Meilleure Actrice Porno roumaine pendant plusieurs années lors des Romanian Erotic Industry Awards. Plugaru a été reconnue pour sa contribution significative au développement de l'industrie pornographique en Roumanie. Le 24 septembre 2009, Plugaru a annoncé sa retraite.
En 2015, Plugaru était une participante sur la chaîne Pro TV dans l'émission de télé-réalité Sunt celebru, scoate-mă de aici! (la version roumaine de Je suis une célébrité, sortez-moi de là !).

## Télévision
- Sunt celebru, scoate-mă de aici! (2015) Studio: Pro TV
- Laisser un nu-j'parfait (2009) Studio: Prima TV
- Making Of (2007) Studio: Open Media Productions
- Secretul Mariei (2005) Studio: La Dolce Vita de Productions Et de TÉLÉVISION Antena 1